# Музей культур (Лугано)
Музей культур — крупный этнографический музей в швейцарском городе Лугано, открыт в 1985 году. Создан в результате слияния нескольких обширных коллекций: Сержа Бриньони, Альфредо и Эммы Нодари, а также других, с целью сохранения коллекций этнического искусства. Содержит большое количество экспонатов из Америки, Океании, Африки и Азии.
Музей был основан под названием Музей внеевропейских культур, в 2007 году был переименован в Музей культур, а в 2017 году — в MUSEC. Он является частью культурного центра города Лугано, а его штаб-квартира находится в центральной вилле Мальпенсата. Вход в музей возможен как с Виа Мадзини, так и с Рива Качча.

## Выставки
MUSEC сохраняет и пополняет коллекции произведений искусства с Дальнего Востока, Индии, Юго-Восточной Азии и Океании. Новая штаб-квартира, Вилла Мальпенсата восемнадцатого века, расположенная на набережной озера Лугано, обеспечивает постоянно меняющуюся экспозицию в соответствии с самыми современными канонами музеологии. Музей, важный исследовательский центр антропологии искусства, одновременно предлагает публике по крайней мере три тематически пересекающиеся выставки, при этом каждая имеет свои особенности:
- Spazio Tesoro, расположенный у входа в музей и имеющий свободный доступ, сопровождает посетителя по периодически обновляемому маршруту с работами из Коллекции Бриньони и других основных коллекций музея. Маршрут, наполненный смыслами, позволяет посетителю, среди прочего, динамично взаимодействовать с темами и работами, представленными в других выставочных пространствах музея, иногда предвосхищая их, иногда предоставляя ценные ключи интерпретации, полезные для понимания единства музеографии в соответствии с проектом.
- «Spazio Maraini» представляет выставки цикла «Esovisioni», посвященные туристической фотографии и теме экзотики в творчестве великих фотографов.
- «Spazio Cielo» полностью посвящен размещению выставок проекта Cameredarte, посвященных новым приобретениям, коллекционерам, которые сотрудничают с MUSEC и современным художникам, которые на протяжении многих лет обращались к деятельности музея.
- В «Spazio Mostre», занимающем два этажа музея, поочередно экспонируются циклы «Альтрарти», посвященные различным жанрам этнического искусства; "OrientArt", посвящен различным формам происхождения и интеграции между современным искусством и местными культурными традициями, из которых художники из Азии, Африки и Океании черпают своё вдохновение, и, наконец, выставки цикла "Ethnopassion", посвященные анализу роли искусств разных народов в развитии языков европейского авангарда.

## Коллекция
Коллекция Brignoni
MUSEC открыл свои двери в 1989 году благодаря завещанию произведений этнического искусства, которые швейцарский художник и коллекционер Серж Бриньони (1903-2002) собирал в период между 1930 и серединой 1980-х годов, когда он решил подарить их городу Лугано. Таким образом, собрание свидетельствует, прежде всего, о связи форм творчества культур «южных морей» с тем предметом, который художественные авангарды XX века обсуждали в своих кругах и пытались воплотить в своих произведениях. Работы являются выражением изысканного выбора, который отдает предпочтение лучшим произведенным изделиям и умеет феноменологически распознавать выражения искусства, еще не окультурившегося. Жанры и географическое происхождение, хотя и за некоторыми значительными исключениями, отражают те, которые наиболее широко распространены в европейских, австралийских и североамериканских коллекциях середины двадцатого века, и почти нет недостатка в «кусочках» того, что считалось незаменимыми объектами коллекционирования в то время. Особенно очевиден вкус к скульптурным произведениям, отмеченный экспрессионистским содержанием и творческими приемами, а также особым богатством рисунка и живописного декора.
Другие коллекции
После открытия музея и особенно после его повторного открытия в 2005 году, MUSEC принимает и расширяет многие другие коллекции, некоторые из которых перечислены ниже: Коллекция Сешина Пилоне-Фаджиоли (японские фотографии, сделанные вручную из альбумина, датируемые концом девятнадцатого века. и начало XX века); Коллекция Pilone (включает более 400 работ или групп произведений китайского театра, включая раскрашенные маски и лица, головные уборы, аксессуары для макияжа и костюма, веера, музыкальные инструменты и целые наборы); коллекция и фонд Нодари (тысяча произведений искусства и предметов материальной культуры, два больших речных судна, около 6.000 фотографий, 71 документальный фильм и более шестидесяти часов звукозаписей на кассете, собранных в полевых условиях в течение серии поездок в Африку - особенно в Верхнее Конго - в 1950-х и 1960-х) и коллекцию Антонини (более 1100 декоративных гребней со всего мира).

## Мероприятия и услуги
Деятельность MUSEC основана на научных исследованиях, проводимых его сотрудниками и другими исследователями в сотрудничестве с музеями, университетами и культурными учреждениями по всему миру. По этой причине музей также проводит семинары и мероприятия по повышению квалификации: университетские лекции, курсы повышения квалификации и мастер-классы по антропологии и музеографии. Склады MUSEC можно посетить по предварительной записи, в них находится консервационная и техническая музейная лаборатория, оборудованная для нужд музея, а также для консультации специалистов с третьими сторонами.
Образовательное предложение осуществляется специализированным персоналом и включает семинары для детей, экскурсии, посещение конференций и другие формы распространения знаний, которые также могут быть адаптированы к потребностям пользователей.
По предварительной записи MUSEC также предлагает посетителям экскурсию по вилле. Музей также предоставляет свои помещения для встреч, специальных мероприятий и в качестве площадей для фотосессий и съемок.